# Oberonia stenophylla
Oberonia stenophylla är en orkidéart som beskrevs av Henry Nicholas Ridley. Oberonia stenophylla ingår i släktet Oberonia och familjen orkidéer. Inga underarter finns listade i Catalogue of Life.